# One-Day Cup (Simbabwe)
Der simbabwische One-Day Cup ist der List-A-Cricket Wettbewerb in Simbabwe, der in unterschiedlichen Formaten seit der Saison 2002/03 ausgetragen wird.

## Mannschaften
Derzeit nehmen die folgenden vier Mannschaften am Wettbewerb teil.
| Team                 | Teilnahme seit |
| -------------------- | -------------- |
| Mashonaland Eagles   | 2009/10        |
| Matabeleland Tuskers | 2009/10        |
| Mid West Rhinos      | 2009/10        |
| Mountaineers         | 2009/10        |

## Sieger
| - 2019/20 kein Gewinner - 2018/19 Mashonaland Eagles - 2017/18 Rising Stars - 2016/17 Matabeleland Tuskers - 2015/16 Mashonaland Eagles - 2014/15 Mashonaland Eagles - 2013/14 Mountaineers - 2012/13 Mashonaland Eagles - 2011/12 Mashonaland Eagles - 2010/11 Southern Rocks - 2009/10 Mountaineers - 2008/09 Easterns - 2007/08 Easterns - 2006/07 Easterns - 2005/06 Matabeleland - 2004/05 Matabeleland - 2003/04 Mashonaland - 2002/03 Mashonaland |

## Sieger nach Mannschaft
- Mashonaland Eagles 5
- Easterns 3
- Mashonaland 2
- Matabeleland 2
- Mountaineers 2
- Matabeleland Tuskers 1
- Rising Stars 1
- Southern Rocks 1